# Вяземская улица (Москва)
Вя́земская у́лица (название утверждено 25 декабря 1961 года) — улица в Москве, на территории района Можайского района Западного административного округа. Входит в состав Северо-Западной хорды.

## Описание
Проходит в направлении с севера на юг между Можайским шоссе и Рябиновой улицей. В начале улицы к ней справа примыкает Беловежская улица, затем улица пересекает под эстакадой Сколковское шоссе, через 400 метров к ней справа (к участку с односторонним движением в сторону Рябиновой улицы) примыкает Витебская улица, а ещё через 800 метров улица вливается под эстакадой в Рябиновую улицу.
Нумерация домов начинается от Можайского шоссе. Чётная сторона улицы проходит по границе значительно реконструированного и модернизированного в 2007—2012 гг. 95-го квартала района Можайский (ранее района Кунцево) Западного АО Москвы.

## История
Улица названа 25 декабря 1961 года по старинному городу Вязьма Смоленской области в связи с расположением улицы на западе Москвы. Улица образовалась после того как эта территория была присоединена к Москве в 1960 году и стала районом жилищной застройки.
В советское время была участком правительственной трассы, соединявшей Кремль с правительственной дачей Заречье. В 1970-е — начале 1980-х годов по улице регулярно проезжал Генеральный секретарь ЦК КПСС Л. И. Брежнев.
6 ноября 2018 года улица была продлена от Сколковского шоссе до транспортной развязки с Рябиновой улицей с включением в неё бывшего Проектируемого проезда № 1901.

## Транспорт

### Автобус
По северной части улицы (только от Можайского шоссе до Сколковского шоссе) следуют автобусы:
- 180 — 66-й квартал Кунцева — Беловежская улица
- 231 — Метро «Филёвский парк» — Беловежская улица
- 609 — МЦД «Кунцевская» — Беловежская улица
- 818 — Метро «Филёвский парк» — Международный университет (маршрут Подмосковья)[5]
- Sk — Метро «Славянский бульвар» — Татнефть[6]

## Здания и сооружения
По нечётной стороне:
- 1 (к1, к2, к3), 3 (к1, к2, к3) — кирпичные пятиэтажные дома, построенные по индивидуальным проектам
- 5 — панельный девятиэтажный жилой дом
- 7 — средняя школа № 239 (1195)
- 9 (к1, к2) — жилые кирпичные пятиэтажные дома
- 11 (к1), 13, 15, — жилые кирпичные пятиэтажные дома
- 11 (к2) — здание Мосводоканала

По чётной стороне:
- 4 — центр обслуживания клиентов ОАО «Сбербанк России»
- 6, 8, 10 — жилые дома переменной этажности (2013 год, ОАО «Главмосстрой»)
- 12, корпус 1 — 16-этажный жилой дом (2012 год, ОАО «Главмосстрой»)
- 16 — ресторан «У пиковой дамы», магазин «Пятёрочка»
- 18, корпус 1 — 22-этажный жилой дом (2013 год, ГК «ПИК»)
- 14, 24 — типовые панельные девятиэтажные дома (подлежат реконструкции)
- парковая прогулочная зона «Беловежский пруд»

## Северо-Западная хорда
Северо-Западная хорда — автомобильная дорога в Москве. Строится вместо Четвёртого транспортного кольца, от которого было решено отказаться в силу его крайней дороговизны. Насчитывает в себе 5 участков, которые проектируются и строятся отдельно друг от друга. Вяземская улица войдёт в состав 4 (южного) участка Северо-Западной хорды.
Организация движения по улице Толбухина осуществляется по следующей схеме: движение по Вяземской улице осуществляется в три полосы от Можайского к Сколковскому шоссе. Транспортный поток в обратном направлении перенаправлен на улицу Витебскую.
В ходе публичных слушаний по прохождению Северо-Западной хорды жителями было озвучено множество претензий и замечаний. В итоге проект магистрали по улицам Кубинка, Толбухина, Витебская и Вяземская подкорректировали, снизив количество полос с четырёх до трёх.